# Duool

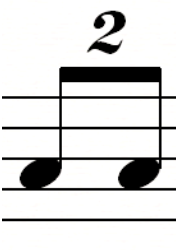
Duool

De duool is een antimetrische figuur uit de muzieknotatie. Het kan bijvoorbeeld voorkomen een 3/4 of 6/8 maat. Hierbij wordt de nootduur van drie noten of rusten in twee gelijke delen verdeeld. Dus, twee noten die de duur hebben van drie noten. Het wordt aangegeven met een 2 boven de notengroep. Hetzelfde effect kan bereikt worden door twee gepunteerde noten te gebruiken. 